# ヘビーローテーション (曲)
「ヘビーローテーション」(Heavy Rotation) は、日本の女性アイドルグループ・AKB48の楽曲。楽曲は秋元康により作詞、山崎燿により作曲されている。2010年8月18日にAKB48のメジャー17作目のシングルとしてキングレコードから発売された。

## 背景とリリース

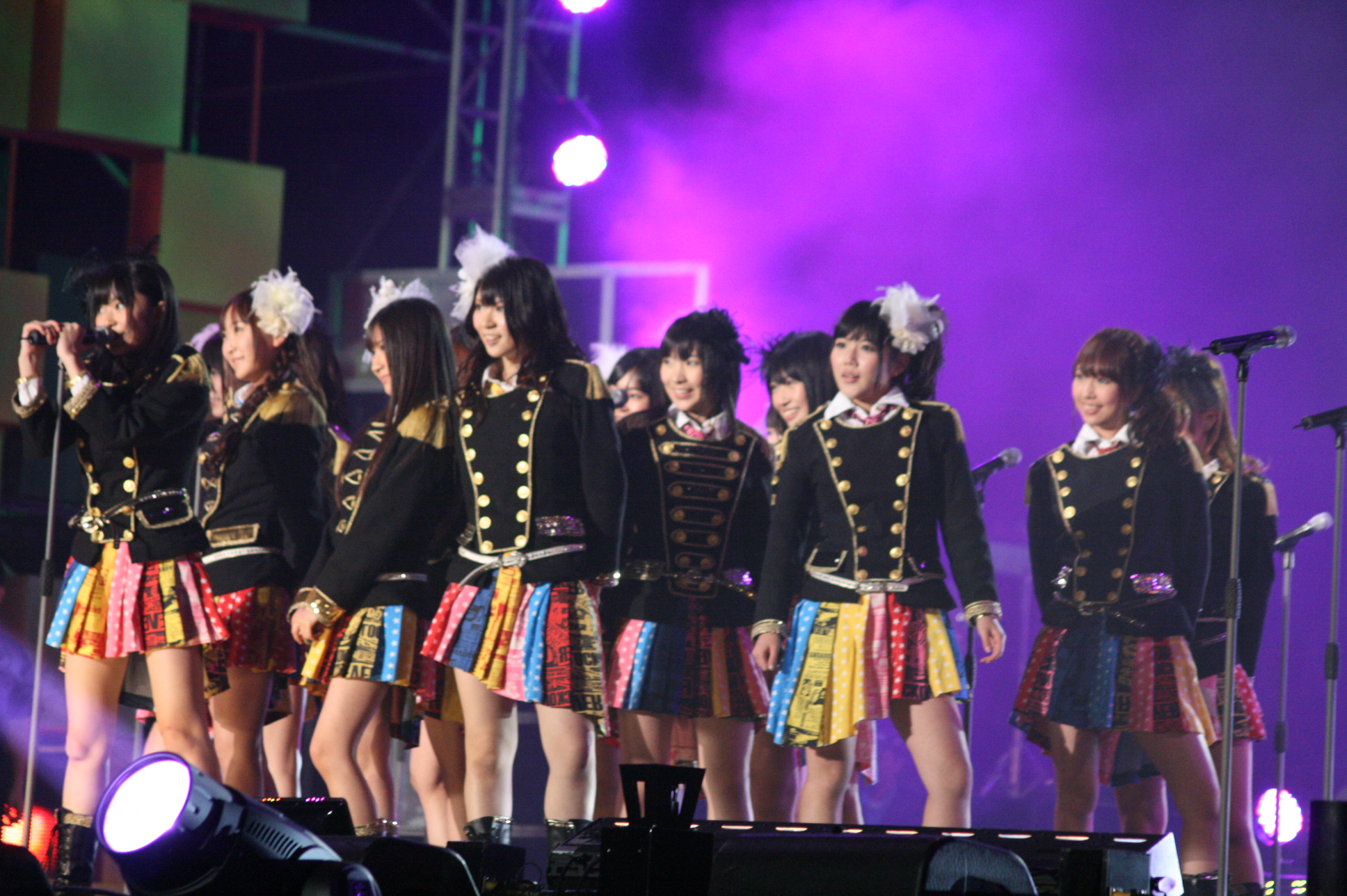
「ヘビーローテーション」のMVで着用した衣装

楽曲タイトルの「ヘビーローテーション」とは本来、ラジオなどで頻繁に掛けられる曲のことを意味する言葉だが、この曲の歌詞では自分の恋人を24時間想う気持ちを表す言葉として使われている。キャッチコピーは「好きな人ができると、頭の中は、ずっと、ヘビーローテーション!」。タイトルは「ヘビロテ」と略されることがある。
楽曲のリリースに先駆けて、AKB48（10期研究生は除く）とその姉妹グループであるSKE48の全メンバーのうちから楽曲を歌唱するメンバーをファンが選ぶ投票イベント『AKB48 17thシングル 選抜総選挙』が行われた。このイベントで上位21位までに入ったメンバーが楽曲の選抜メンバーとして選ばれ、12位までのメンバーが「メディア選抜」としてフロントメンバーとなった。楽曲のセンターポジションは1位にランクインした大島優子が務めた。初選抜は仲川遥香。指原莉乃、松井玲奈は『涙サプライズ!』以来、佐藤亜美菜は『言い訳Maybe』以来、秋元才加は『RIVER』以来の復帰。小野恵令奈はこのシングルが最後の選抜入り。
元MY LITTLE LOVERで現The Birthdayの藤井謙二が楽曲のギターを弾いている。
楽曲は制作終盤で変更された点が多い。イントロ部分の「one, two, three, four!」という大島の掛け声はデモの段階では存在しなかったが、秋元康が「優子の底抜けに明るいイメージから『1、2、3、4! ジャジャ〜ン』で始まるのがいいなと思った」ため、急遽付け足された。「one, two, three, four!」の掛け声の部分はさまざまなバージョンがある。同様に大島のイメージに合わせてエレキギターが目立つようにアレンジが変更された。歌詞もPVの撮影中に秋元が顔を出した際に3回変更された。
もともとAKB48のために書いた曲ではなかった。当時、山崎燿の妻は病気で療養中で山崎自身が精神的に落ち込んでいたという。「このままではいけない！」と自身を鼓舞させるため自分に対する応援歌をイメージして書いた曲だった。その後、秋元康から「元気な曲」がいいというリクエストのコンペがあり、すんなり「ヘビーローテーション」が通過した。ただし秋元から「もうひと盛り上がりほしい」という発注に応えて「いつも聴いてたfavorite songあの曲のように・・・」の展開パートを急遽増やして完成した。2019年に妻は他界したが、山崎は今を振り返るともう二度と同じような曲は作れないとラジオで語っている。
楽曲のシングル盤は2種類の通常盤「Type-A」と「Type-B」、および劇場盤の計3種類がリリースされた。劇場盤は販路限定盤でサイト「キャラアニ」を通して発売された。それぞれで収録曲が異なっており、通常盤の2種はDVDが付属している。また、カップリング曲のうち「涙のシーソーゲーム」は『AKB48 17thシングル 選抜総選挙』で22位から40位にランクインしたメンバーが「アンダーガールズ」として歌唱している。特典として、通常盤（初回プレスのみ）は「全国握手会イベント powered by ネ申テレビ」参加券が封入されておりジャケットがスペシャルホロジャケット仕様となっている。劇場盤には劇場盤発売記念大握手会参加券（幕張メッセ）および選抜メンバー・アンダーガールズ生写真1枚が封入されている。
ジャケット写真のプロデュースと楽曲のミュージック・ビデオの監督は蜷川実花が担当している。蜷川はAKB48がメジャーデビューする前の2006年夏からAKB48劇場に頻繁に通う古くからのファンで、かねてより関連作品を手掛けたいという気持ちが「猛烈に」あったため、本作で長年の思いが叶った。その後も、メンバーの雑誌の表紙撮影などを手がけている。ビデオはシングル表題曲のものとしては「ロマンス、イラネ」以来の屋外ロケなしでスタジオのみの撮影となっている。ビデオやジャケット写真でメンバーが着用しているのは、水着ではなく下着（ランジェリー）である。これは蜷川が女子高の出身で、男性がいないときの更衣室ではしゃいだ時のことを思い出してこの格好にしたという。衣装は選抜全員が映るダンスシーンにナポレオンジャケットにカラフルなスカートのスタイルのほか、10位までのメンバーのみがベッドルームでのランジェリー姿、テーブルを囲んでのネコミミのスタイリングと3パターンある。ナポレオンジャケットの衣装デザインは蜷川とスタイリスト・里山拓斗による合作。
日本音楽著作権協会 (JASRAC) によるJASRAC賞金賞を2012年（2011年度）・2013年（2012年度）と2年連続で受賞した。
「AKB48リクエストアワーセットリストベスト100」では、2011年・2012年と1位に選ばれ、史上初の2連覇となった。
2014年2月23日には、YouTubeのAKB48公式チャンネルに登録されているミュージック・ビデオの再生回数が1億回を超えた。日本人アーティストにおいて1億の大台突破はAKB48が初とされている。
大島のAKB48卒業に際し、センターの後継として向井地美音が指名され、同曲を披露する場合は向井地がセンターを務めることが多い。
AKB48のメンバーである岩佐美咲によりカバーされている。このカバー曲はオリジナルの楽曲を演歌風にアレンジした「演歌バージョン」となっており、岩佐のソロデビューシングル『無人駅』（初回限定盤）のカップリング曲として収録されている。
『ミュージックステーション』では2010年8月20日、同年12月24日の『ミュージックステーションスーパーライブ2010』、2011年4月1日、2014年3月21日、2015年1月16日、2016年9月19日の『ミュージックステーション ウルトラFES 2016』、2018年12月21日の『ミュージックステーションスーパーライブ2018』、2022年5月13日の8回披露されている。2013年7月1日に放送された『HEY!HEY!HEY! MUSIC CHAMP』スペシャルに限り、いす取りゲームで優勝した山本彩（NMB48）のセンターバージョンが披露された。2015年11月19日に放送された『ベストヒット歌謡祭』にて、高橋みなみがセンターのスペシャルバージョンが披露された。これは高橋自身がセンターで歌いたい曲として、この曲と「フライングゲット」を選び、番組内での視聴者によるリアルタイム投票を行った結果、この曲に決定した。同年12月16日に放送された『2015 FNS歌謡祭 THE LIVE』でも高橋のセンターバージョンが披露された。
NHK紅白歌合戦では3回（2010年・2013年・2015年）披露した。

## ミュージック・ビデオ撮影時のエピソード
- 大島優子は、グループの卒業イベント「大島優子感謝祭」で展示された下着衣装を前に、MV撮影を振り返り、「Tバックだったんですけど、『大丈夫ですか？』と言って、（Tバック部分の）生地を足してもらったんです。最初は恥ずかしかったですけど、いつの間にか羞恥心がなくなっちゃいましたね」と苦笑いで語っている[17]。
- 柏木由紀は、撮影当時のグループはとても忙しく、「知らなかったんで…下着で撮影って」と下着での撮影を現場に到着して初めて知らされ「え、下着？」と戸惑いもありつつ撮影に臨んだことを明かしており、いきなりの下着姿に気後れするメンバーが大勢いたが、蜷川氏は「下着でも絶対かわいく撮る」とモチベーションを上げてくれたと話している[18]。
- 指原莉乃は当時を振り返り、「寄りじゃなくて、どん引きの全員ショットで1.5秒映っただけなので、ほぼ出演してない」こと、後輩である松井玲奈と松井珠理奈の序列が自分より上だったことが悔しかったと語っている。また、「昔のことを振り返って、『あのとき自分が前列だったら』って、たまに妄想する」と明かし、「『ヘビーローテーション』のPVに下着で出たかった！変態っぽいんですけど（笑）」と話している[19]。
- 板野友美は、ベッドに横になるシーンについて、多忙を極めていたがゆえに「皆が下着でベッドに寝てる時、本当に爆睡しちゃうっていう」と当時を振り返った[20]。

## 批判
上述のように、この曲のミュージック・ビデオには下着姿のカットが含まれることから、海外メディアから批判的な論調で報じられたことがある。CNNは、「トーク・アジア」という番組でプロデューサーの秋元康への独占インタビューを敢行した。記者のアンナ・コレンは「日本社会には現在、若い女の子たちの性的な搾取が多いとの声もあります。あなたが手がけたミュージックビデオにも、制服やビキニ、セクシーな下着に身を包んだ女の子たちが、お互いの顔をなめたり、キスしたり、お風呂に入ったりといった表現があります。ご自身も、この問題に関与していると思いますか？」との質問を秋元に投げかけ、秋元は即座に「思わないですね」と関与を否定した。秋元は「芸術かアートかわいせつか、ということと同じ」とし、「それをどう感じるかは個々の判断だと思いますね」との見解を示した上で、「それはアートですから」と秋元自身はアートと認識していることを強調した。同番組は、日本のCS放送「CNNj」でも2012年1月13日夜に放送された。

## アートワーク
| Type-A | 大島優子、篠田麻里子、前田敦子 |
| Type-B | 大島優子                       |
| 劇場盤 | 柏木由紀、小嶋陽菜、宮澤佐江   |

## チャート成績
集計初日の2010年8月17日付オリコンデイリーチャートで推定売上枚数約34万枚を記録。集計2日目の8月18日付で推定売上枚数の合計が40万枚を突破。週間売上では約52万7000枚を記録し、前作『ポニーテールとシュシュ』の初動売上を超えたほか、初動売上のみでオリコン年間チャート暫定4位にランクインした。
オリコン週間チャートでは4作目の初登場1位。女性グループによる2作連続での初動売上50万枚超えは史上初。ソロを含めた女性アーティストでは2000年の宇多田ヒカル、2001年の浜崎あゆみ以来、3組目の記録となった。以降ロングセラーとなり連続103週、通算では123週チャートインし、累計売上は88万枚を突破した。
2010年度のオリコン年間シングルチャートでは自身の『Beginner』に次ぐ2位にランクインした。翌2011年度の同チャートでは52位にランクインし、2年連続で100位以内に入った。
2010年8月25日発表のレコチョク週間ランキングで、着うた（R）・着うたフル（R）・ビデオクリップ・着信ムービー・着信メロディの各ウィークリーランキングで5冠を獲得した。
2010年11月1日付けから2011年8月22日付までのオリコン週間カラオケチャートで表題曲「ヘビーローテーション」が43週連続1位を記録し、約6年ぶりに記録を更新した。その後も、記録の更新を続け、同年10月3日付のランキングで同じくAKB48の「フライングゲット」によって記録は48週で途絶えた。2012年6月11日付のオリコン週間カラオケチャートでは通算81週目の1位を獲得。GReeeeN「キセキ」が持つ通算1位獲得週数記録を2年2か月ぶりに塗り替え、カラオケの通算首位獲得週数記録において歴代単独1位となった。連続記録についてはその後、2012年9月10日付から2013年8月12日付まで49週連続（通算50週）で首位を獲得したゴールデンボンバー「女々しくて」に塗り替えられることとなったが、通算90週での1位は優里の「ドライフラワー」に次いで歴代2位である。
2011年度、2012年度のオリコン年間カラオケチャートで表題曲「ヘビーローテーション」は2年連続1位を獲得した。

## メディアでの使用
ヘビーローテーション
- UHA味覚糖『ぷっちょ』「変身A篇」「変身B篇」「変身C篇」CMソング
- ファミリー劇場『AKB48 ネ申テレビ』シーズン4 後期・『AKB48 ネ申テレビスペシャル〜オーストラリア修学旅行〜』オープニング・テーマ
- 任天堂 Wii『JUST DANCE Wii』CMソング（ゲーム内にも収録）
- しまむら『ヘビロテシリーズ』CMソング（2024年）
- 映画『少年と犬』劇中歌（2025年）[25]

楽曲は以上のメディアで使用された。他にもバラエティ番組などでAKB48が紹介される際には、「会いたかった」と並んでこの曲が使用されることが多い。
また、2017年には乃木坂46が歌唱する「ヘビーローテーション」がはるやま商事のCMに使用された。
ドラえもんの実写CMではジャイアン役を演じた小川直也がこの曲を披露している。
涙のシーソーゲーム
- 日本テレビ系『AKB600sec.』エンディングテーマ[27]

野菜シスターズ
- カゴメ『野菜一日これ一本』CMソング[27]

ラッキーセブン
- セブン-イレブン×AKB48フェアCMソング[27]

## シングル収録トラック

### 通常盤Type-A
| #         | タイトル                                  | 作詞      | 作曲      | 編曲         | 時間  |
| --------- | ----------------------------------------- | --------- | --------- | ------------ | ----- |
| 1.        | 「ヘビーローテーション」                  | 秋元康    | 山崎燿    | 田中ユウスケ | 4:42  |
| 2.        | 「涙のシーソーゲーム」(アンダーガールズ)  | 秋元康    | 松本俊明  | 中西亮輔     | 4:44  |
| 3.        | 「野菜シスターズ」                        | 秋元康    | 吉野貴雄  | 武藤星児     | 3:37  |
| 4.        | 「ヘビーローテーション (off vocal ver.)」 |           |           |              | 4:41  |
| 5.        | 「涙のシーソーゲーム (off vocal ver.)」   |           |           |              | 4:44  |
| 6.        | 「野菜シスターズ (off vocal ver.)」       |           |           |              | 3:35  |
| 合計時間: | 合計時間:                                 | 合計時間: | 合計時間: | 合計時間:    | 26:03 |

| #  | タイトル                                          | 作詞 | 作曲・編曲 | 監督     |
| -- | ------------------------------------------------- | ---- | ---------- | -------- |
| 1. | 「ヘビーローテーション」                          |      |            | 蜷川実花 |
| 2. | 「涙のシーソーゲーム」                            |      |            | 丸山健志 |
| 3. | 「野菜シスターズ」                                |      |            | 大熊一弘 |
| 4. | 「第2回AKB48総選挙 ドキュメント映像（前編）」     |      |            |          |
| 5. | 「AKB48ちょの裏PVっちょ「ヘビーローテーション」」 |      |            |          |
| 6. | 「いっしょにこれイチ!映像（Type-A ver.）」        |      |            |          |

### 通常盤Type-B
| #         | タイトル                                  | 作詞      | 作曲      | 編曲           | 時間  |
| --------- | ----------------------------------------- | --------- | --------- | -------------- | ----- |
| 1.        | 「ヘビーローテーション」                  | 秋元康    | 山崎燿    | 田中ユウスケ   | 4:42  |
| 2.        | 「涙のシーソーゲーム」(アンダーガールズ)  | 秋元康    | 松本俊明  | 中西亮輔       | 4:43  |
| 3.        | 「ラッキーセブン」                        | 秋元康    | 田辺恵二  | 野中“まさ”雄一 | 3:44  |
| 4.        | 「ヘビーローテーション (off vocal ver.)」 |           |           |                | 4:41  |
| 5.        | 「涙のシーソーゲーム (off vocal ver.)」   |           |           |                | 4:43  |
| 6.        | 「ラッキーセブン (off vocal ver.)」       |           |           |                | 3:43  |
| 合計時間: | 合計時間:                                 | 合計時間: | 合計時間: | 合計時間:      | 26:16 |

| #  | タイトル                                      | 作詞 | 作曲・編曲 | 監督     |
| -- | --------------------------------------------- | ---- | ---------- | -------- |
| 1. | 「ヘビーローテーション」                      |      |            | 蜷川実花 |
| 2. | 「涙のシーソーゲーム」                        |      |            | 丸山健志 |
| 3. | 「ラッキーセブン」                            |      |            | 志賀匠   |
| 4. | 「第2回AKB48総選挙 ドキュメント映像（後編）」 |      |            |          |
| 5. | 「AKB48ちょのショートコンちょ7連発!」         |      |            |          |
| 6. | 「いっしょにこれイチ!映像（Type-B ver.）」    |      |            |          |

### 劇場盤
| #         | タイトル                                 | 作詞      | 作曲      | 編曲           | 時間  |
| --------- | ---------------------------------------- | --------- | --------- | -------------- | ----- |
| 1.        | 「ヘビーローテーション」                 | 秋元康    | 山崎燿    | 田中ユウスケ   | 4:42  |
| 2.        | 「涙のシーソーゲーム」(アンダーガールズ) | 秋元康    | 松本俊明  | 中西亮輔       | 4:44  |
| 3.        | 「野菜シスターズ」                       | 秋元康    | 吉野貴雄  | 武藤星児       | 3:37  |
| 4.        | 「ラッキーセブン」                       | 秋元康    | 田辺恵二  | 野中“まさ”雄一 | 3:44  |
| 合計時間: | 合計時間:                                | 合計時間: | 合計時間: | 合計時間:      | 16:47 |

## 選抜メンバー
かっこ内は『AKB48 17thシングル 選抜総選挙』における順位。☆はメディア選抜。
- 秋元才加（17位）
- 板野友美☆（4位）
- 大島優子☆（1位）
- 小野恵令奈（15位）
- 河西智美☆（12位）
- 柏木由紀☆（8位）
- 北原里英（16位）
- 小嶋陽菜☆（7位）
- 指原莉乃（19位）
- 佐藤亜美菜（18位）
- 篠田麻里子☆（3位）
- 高城亜樹（13位）
- 高橋みなみ☆（6位）
- 仲川遥香（20位）
- 前田敦子☆（2位）
- 松井珠理奈☆（10位） [注釈 9]
- 松井玲奈☆（11位） [注釈 9]
- 峯岸みなみ（14位）
- 宮崎美穂（21位）
- 宮澤佐江☆（9位）
- 渡辺麻友☆（5位）

## 収録アルバム
- ここにいたこと
- 0と1の間

## カバー

### SNH48によるカバー
AKB48の姉妹グループであったSNH48は、本楽曲を「無尽旋転」のタイトルでカバーし、グループのデビューEPとしてリリースした。
EP盤は2013年6月13日に久尚音楽から発売された。特典として選抜メンバー生写真1枚（16名の中からランダムで1枚）が封入されている。楽曲の歌詞はサビの決め台詞以外は中国語に翻訳（直訳と言っても差し支えないほど元の歌詞に忠実）されている。
楽曲のセンターポジションは湯敏が務めている。

### EP収録トラック
| #  | タイトル               | 作詞   | 作曲         | 編曲           |
| -- | ---------------------- | ------ | ------------ | -------------- |
| 1. | 「無尽旋転」           | 秋元康 | 山崎燿       | 田中ユウスケ   |
| 2. | 「激流之戦」           | 秋元康 | 井上ヨシマサ | 井上ヨシマサ   |
| 3. | 「化作桜花樹」         | 秋元康 | 橫健介       | 野中“まさ”雄一 |
| 4. | 「無尽旋転（伴奏）」   |        |              |                |
| 5. | 「激流之戦（伴奏）」   |        |              |                |
| 6. | 「化作桜花樹（伴奏）」 |        |              |                |

| #  | タイトル                         | 作詞 | 作曲・編曲 |
| -- | -------------------------------- | ---- | ---------- |
| 1. | 「無尽旋転」                     |      |            |
| 2. | 「激流之戦」                     |      |            |
| 3. | 「化作桜花樹」                   |      |            |
| 4. | 「3月31日一期生成員握手会 花絮」 |      |            |

### 選抜メンバー
- 陳觀慧
- 陳思
- 戴萌
- 丁紫妍
- 董芷依
- 顧香君
- 蔣羽熙
- 孔肖吟
- 李宇琪
- 莫寒
- 錢蓓婷
- 湯敏
- 呉哲晗
- 許佳琪
- 張語格
- 趙嘉敏

### SGO48によるカバー
AKB48の姉妹グループであるSGO48は、本楽曲を「HEAVY ROTATION」のタイトルでベトナム語でカバーし、グループのデビューシングルとして2019年8月25日に発売した。

#### 選抜メンバー (SGO48)
- ヒカリ
- ミンシー
- モン
- ティエンリン
- サニー
- トゥーガー
- ツーンヅオン
- アンサーン
- サチ
- モチ
- レチャン
- ジェニー
- ツックファム
- アンナ
- ケーシー
- リンマイ

## その他
2024年1月11日、ブルーノ・マーズが東京ドームでのコンサート中に本曲の一部分を歌い話題となった。